# Cult (Bayside)
Cult è il sesto album in studio del gruppo musicale statunitense Bayside, pubblicato il 18 febbraio 2014 dalla Hopeless Records.
Nel 2015 l'album è stato pubblicato con una nuova copertina bianca e quattro tracce bonus, tra le quali una cover di Call Me dei Blondie.

## Tracce
Testi e musiche dei Bayside, eccetto dove indicato.
1. Big Cheese – 2:40
2. Time Has Come – 3:30
3. Hate Me – 2:54 (Bayside, Aaron Accetto, Shep Goodman)
4. You're No Match – 3:22
5. Pigsty – 3:55
6. Transitive Property – 3:55
7. Stuttering – 3:55
8. Bear with Me – 3:10
9. Objectivist on Fire – 3:59
10. Something's Wrong – 3:04
11. The Whitest Lie – 3:46

Tracce bonus nella White Edition
1. Dancing Like an Idiot – 3:27
2. Indiana – 2:58
3. Call Me – 3:04
4. Transitive Property (Park Slope Version) – 3:50

## Formazione
- Anthony Raneri – voce, chitarra ritmica
- Jack O'Shea – chitarra solista, cori
- Nick Ghanbarian – basso, cori
- Chris Guglielmo – batteria, percussioni

## Classifiche
| Classifica (2014)         | Posizione massima |
| ------------------------- | ----------------- |
| Stati Uniti               | 24                |
| Stati Uniti (alternative) | 5                 |
| Stati Uniti (digital)     | 24                |
| Stati Uniti (independent) | 3                 |
| Stati Uniti (rock)        | 6                 |